# Jessie Da Costa
Pour les articles homonymes, voir Da Costa.
Jessie Da Costa, né le 23 janvier 1997 à Mont-Saint-Martin, est un karatéka français. Il est le frère de Steven  et Logan Da Costa.

## Carrière
Jessie Da Costa est médaillé de bronze en kumite par équipes aux Championnats du monde de karaté 2016 et remporte l'or en kumite par équipes aux Championnats d'Europe de karaté 2016.
Aux Championnats d'Europe de karaté 2017, il est médaillé d'argent en kumite par équipes.
Il est médaillé d'argent en moins de 84 kg aux Jeux méditerranéens de 2018.
Il est médaillé d'or en kumite par équipes aux Championnats d'Europe de karaté 2022 à Gaziantep et médaillé d'argent en kumite par équipes aux championnats d'Europe 2023 à Guadalajara,.
Il remporte la médaille de bronze en kumite par équipes lors des Championnats du monde de karaté 2023 à Budapest.